# Наріжний Микола Григорович
Наріжний Микола Григорович (23 березня 1919 — †31 липня 2008) — радянський військовик часів Другої Світової війни.

## Життєпис
Народився 23 березня 1919 року в с. Новоаврамівка Хорольського району. У вересні 1939 року був призваний на службу в Червону Армію. Служив на Далекому Сході, а з початком німецько-радянської війни воював у складі 3-го гвардійського механізованого корпусу. Брав участь в боях під Сталінградом, Курськом, воював в Україні та Далекому Сході.
В 1946 році демобілізувався з армії, повернувся додому в рідне село. Працював у колгоспі «Червона зірка».
Помер 31 липня 2008 року. Похований в с. Новоаврамівка Хорольського району.

## Нагороди та відзнаки
- 2 орден Червоної Зірки
- орден Вітчизняної війни 1 ступеня
- 3 медалі «За відвагу»
- медаль «За перемогу над Японією»
- звання Почесний громадянин м. Хорола (04.02.2003)